# Висши психични функции
Висши психични функции е психологическо понятие, включващо в себе си памет, мислене, възприятие, реч, социални по своя произход. Въведено е от Лев Виготски и развито от Александър Лурия, Алексей Леонтиев, Александър Запорожец, Давид Елконин, Пьотър Галперин. Психичните функции имат четири основни признака – системност, социалност, опосредстваност и произволност.
Подобно определение не се отнася нито към идеалистичните, нито към „позитивистките“ биологически теории и позволява по-добре да се разбере как се разполагат паметта, мисленето, речта, възприятието в човешкия мозък и с висока точност да се позволи да се определи местоположението на локалните поражения на нервните тъкани и дори в някакъв смисъл да ги пресъздаде. 